# Liste over længst fængslede
 Der er for få eller ingen kildehenvisninger i denne artikel, hvilket er et problem. Du kan hjælpe ved at angive troværdige kilder til de påstande, som fremføres i artiklen.

Dette er en liste over længst fængslede personer.

## Retsgrundlag
Ifølge Straffelovens § 33 kan tidsbegrænsede fængselsstraffe normalt højst være på 16 år (og i særlige tilfælde 20 år), men dansk lovgivning rummer også mulighed for at idømme fængselsstraf på livstid, i hvilket tilfælde der ikke principielt er nogen øvre grænse, selv om der efter 12 års afsoning åbnes for muligheden af at give prøveløsladelse. Ikke desto mindre har en del personer siddet væsentligt længere tid i danske fængsler.

## Længst fængslede i Danmark
- Seth Sethsen blev i oktober 1986 idømt livsvarigt fængsel for rovmord og har pr.  november 2023 siddet 38 år i fængsel. Inden sin livstidsdom havde Seth Sethsen siddet i fængsel 11 år for andre grove forbrydelserr.
- Palle Sørensen blev i 1966 idømt fængsel på livstid for mordet på fire politibetjente og sad næsten 33 år i fængsel, heraf ti i isolation, inden han i en alder af 71 år i 1998 blev benådet.
- William Brorson blev i 1946 idømt fængsel på livstid for et dobbeltdrab og sad fængslet til 1978, i alt 32 år.
- Steen Viktor Christensen blev idømt fængsel på livstid i 1991 og har siddet fængslet siden. Pr.  november 2023 har han siddet fængslet i 32 år.
- Claus Berggren blev i 1977 idømt livsvarigt fængsel for to mord og sad fængslet til sin død i 2002, i alt 25 år.
- Peter Lundin blev i 2001 idømt fængsel på livstid for tredobbelt drab. Han blev varetægtsfængslet i juli 2000 og dømt i marts 2001. Pr.  juli 2024 har han siddet fængslet i 24 år.

Dertil kommer visse fanger, der er erklæret sindssyge, og som derfor afsoner på psykiatriske institutioner, fx Naum Conevski, der i 1985 blev idømt livsvarigt fængsel for et dobbeltdrab på to drenge og senere blev erklæret sindssyg, hvorfor han i 1998 blev overflyttet til Sct. Hans Hospital. I alt har han pr.  februar 2023 været frihedsberøvet i over 38 år.

### Historisk
Den længste veldokumenterede fængsling i Danmark var formodentlig den morddømte Søren Mathiasen. Han var indsat i Horsens Straffeanstalt i 49 år (fra 1876 til 1925 hvor han blev løsladt), hvilket dog inkluderede perioder, hvor han var overført til psykiatrisk hospital. Oprindeligt blev han dømt til døden, men det blev ændret til livsvarigt fængsel.

## Længst fængslede i andre lande
- Francis Clifford Smith (født 1. september 1924) blev oprindeligt dødsdømt og indsat i fængsel den 7. juni 1950. Dødsdommen blev to timer før eksekveringen i 1954 ændret til livsvarigt fængsel. Han er pr. juli 2021 fortsat indsat i fængsel, dog er han blevet overflyttet til en plejeafdeling under fængselsvæsnet.
- Charles Fossard blev i 1903 idømt for mord i Australien og sad fængslet indtil sin død i 1974, i alt næsten 71 år.
- Paul Geidel Jnr blev i 1911 idømt for mord i USA og sad fængslet indtil 1980, hvor han blev prøveløsladt i en alder af 86. I alt sad han fængslet i 68 år.